# Трој (Пенсилванија)
Трој (енгл. Troy) град је у америчкој савезној држави Пенсилванија.

## Демографија
По попису из 2010. године број становника је 1.354, што је 154 (-10,2%) становника мање него 2000. године.
| Група             | 2000.         | 2010.         |
| Белци             | 1.477 (97,9%) | 1.309 (96,7%) |
| Афроамериканци    | 4 (0,3%)      | 12 (0,9%)     |
| Азијати           | 11 (0,7%)     | 9 (0,7%)      |
| Хиспаноамериканци | 10 (0,7%)     | 7 (0,5%)      |
| Укупно            | 1.508         | 1.354         |